# Livré-la-Touche
Livré-la-Touche és un municipi francès situat al departament de Mayenne i a la regió de País del Loira. L'any 2007 tenia 787 habitants.

## Demografia

### Població
El 2007 la població de fet de Livré-la-Touche era de 787 persones. Hi havia 280 famílies de les quals 52 eren unipersonals (24 homes vivint sols i 28 dones vivint soles), 84 parelles sense fills, 136 parelles amb fills i 8 famílies monoparentals amb fills.
La població ha evolucionat segons el següent gràfic:
Habitants censats

### Habitatges
El 2007 hi havia 328 habitatges, 282 eren l'habitatge principal de la família, 20 eren segones residències i 26 estaven desocupats. 307 eren cases i 17 eren apartaments. Dels 282 habitatges principals, 215 estaven ocupats pels seus propietaris i 67 estaven llogats i ocupats pels llogaters; 7 tenien dues cambres, 48 en tenien tres, 71 en tenien quatre i 155 en tenien cinc o més. 246 habitatges disposaven pel capbaix d'una plaça de pàrquing. A 119 habitatges hi havia un automòbil i a 150 n'hi havia dos o més.

### Piràmide de població
La piràmide de població per edats i sexe el 2009 era:
| Homes | Edats   | Dones |
| ----- | ------- | ----- |
| 0     | 95 o +  | 0     |
| 0     | 90 a 94 | 0     |
| 0     | 85 a 89 | 0     |
| 0     | 80 a 84 | 8     |
| 12    | 75 a 79 | 12    |
| 16    | 70 a 74 | 12    |
| 20    | 65 a 69 | 24    |
| 16    | 60 a 64 | 4     |
| 4     | 55 a 59 | 12    |
| 40    | 50 a 54 | 20    |
| 16    | 45 a 49 | 32    |
| 36    | 40 a 44 | 28    |
| 32    | 35 a 39 | 28    |
| 24    | 30 a 34 | 40    |
| 36    | 25 a 29 | 28    |
| 28    | 20 a 24 | 8     |
| 40    | 15 a 19 | 16    |
| 20    | 10 a 14 | 40    |
| 36    | 5 a 9   | 36    |
| 40    | 0 a 4   | 20    |

## Economia
El 2007 la població en edat de treballar era de 516 persones, 407 eren actives i 109 eren inactives. De les 407 persones actives 389 estaven ocupades (222 homes i 167 dones) i 18 estaven aturades (6 homes i 12 dones). De les 109 persones inactives 35 estaven jubilades, 47 estaven estudiant i 27 estaven classificades com a «altres inactius».

### Ingressos
El 2009 a Livré-la-Touche hi havia 288 unitats fiscals que integraven 820 persones, la mediana anual d'ingressos fiscals per persona era de 16.353 €.

### Activitats econòmiques
Dels 24 establiments que hi havia el 2007, 1 era d'una empresa extractiva, 1 d'una empresa alimentària, 1 d'una empresa de fabricació d'altres productes industrials, 5 d'empreses de construcció, 5 d'empreses de comerç i reparació d'automòbils, 1 d'una empresa de transport, 2 d'empreses d'hostatgeria i restauració, 2 d'empreses financeres i 6 d'empreses de serveis.
Dels 7 establiments de servei als particulars que hi havia el 2009, 1 era una oficina bancària, 1 guixaire pintor, 2 fusteries, 2 lampisteries i 1 restaurant.
L'any 2000 a Livré-la-Touche hi havia 88 explotacions agrícoles que ocupaven un total de 2.430 hectàrees.

## Equipaments sanitaris i escolars
El 2009 hi havia una escola elemental.

## Poblacions més properes
El següent diagrama mostra les poblacions més properes.